# آهوماش هندی
آهوماش هندی، آهوماش شن‌دوست (نام علمی: Lotus garcinii) نام یک گونه از سرده آهوماش است. سرده آهوماش در ایران ده گونه گیاه علفی یکساله و چند ساله دارد.